# Wdówka samotna
Wdówka samotna (Vidua raricola) – gatunek małego ptaka z rodziny wdówek (Viduidae). Występuje plamowo w Afryce na południe od Sahary. Nie wyróżnia się podgatunków.
Zasięg występowania i środowisko
Występuje w północno-wschodniej Demokratycznej Republice Konga, zachodniej Etiopii (okolice miasta Dżimma), Ghanie, Kamerunie, Nigerii, Sierra Leone, południowo-zachodnim Sudanie, Sudanie Południowym i Togo.
Jej siedliskiem jest głównie sawanna i zarośla. W Kamerunie często spotykana w uprawach manioku.
Wymiary
- długość ciała: 10 cm
- masa ciała: 10,5–15 g

Status
IUCN uznaje wdówkę samotną za gatunek najmniejszej troski (LC, Least Concern) nieprzerwanie od 1988 roku. Liczebność populacji nie została oszacowana, ale ptak ten opisywany jest jako rzadki. Trend liczebności populacji uznawany jest za stabilny.